# هيرمان ألبرشت
هيرمان ألبرشت (بالإنجليزية: Herman Albrecht)‏ هو عسكري جنوب أفريقي، ولد في 1876 في Burgersdorp ‏ في جنوب أفريقيا، وتوفي في 6 يناير 1900 في ليديسميث في جنوب أفريقيا.